# Andrena pallidiscopa
Andrena pallidiscopa là một loài Hymenoptera trong họ Andrenidae. Loài này được Viereck mô tả khoa học năm 1904.

## Hình ảnh

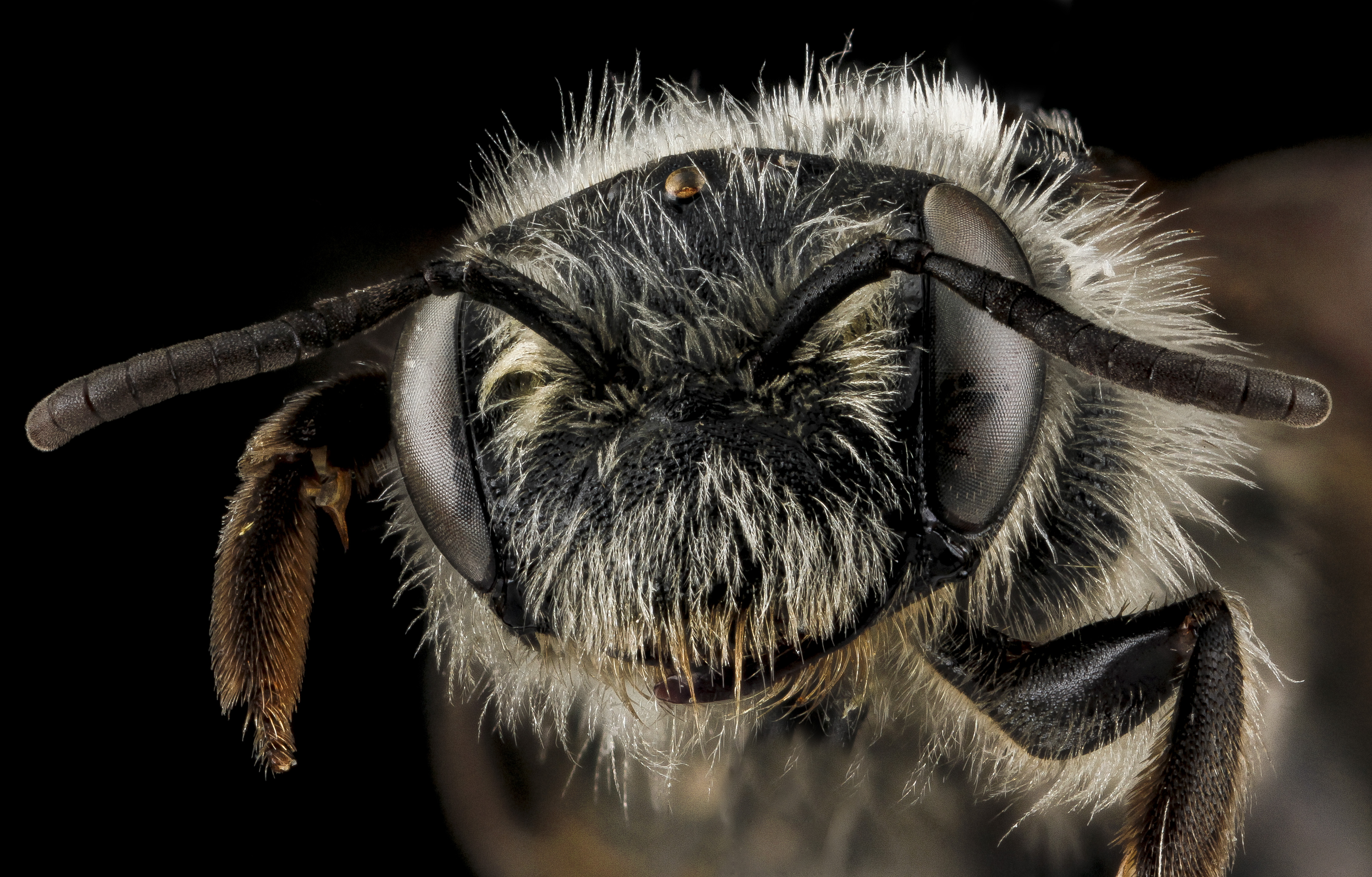